# Farman F.40
Il Maurice Farman F.40 fu un aereo militare monomotore biposto e biplano sviluppato dall'azienda aeronautica francese Société des avions Henri & Maurice Farman negli anni dieci del XX secolo e prodotto, oltre che dalla stessa, su licenza nel decennio successivo.
Evoluzione di due precedenti modelli, l'MF.11 progettato da Maurice Farman e l'HF.22 disegnato dal fratello Henry, ne riproponeva l'impostazione generale, con gondola centrale che integrava i due abitacoli e il gruppo motoelica in configurazione spingente abbinata ad una velatura sesquiplana, venendo utilizzato nei ruoli di aereo da ricognizione e da osservazione durante e dopo il termine della prima guerra mondiale, adottato, oltre che dalla Aéronautique Militaire, l'allora componente aerea dell'Armée de terre (l'esercito francese), anche da numerose aviazioni militari coinvolte nel conflitto e, al suo termine, nelle emergenti aviazioni militari sudamericane.
Il Corpo Aeronautico italiano ne adotta la carlinga di forma ovoidale per il Farman Colombo, o MFC, che era una versione del Farman 1914 dotata di motore Colombo 100 hp.

## Utilizzatori
Belgio
- Compagnie des aviateurs

 Brasile
- Aviação Naval Brasileira

 Colombia
- Fuerza Aérea Colombiana

 Francia
- Aéronautique Militaire

 Italia
- Corpo Aeronautico Militare del Regio Esercito

 Grecia
- Ellinikí Vasilikí Aeroporía

 Paesi Bassi
- Luchtvaartafdeeling

 Norvegia
- Hærens Flyvevesen

 Regno Unito
- Royal Naval Air Service

 Portogallo
- Serviço Aeronáutico Militar

 Romania
- Aeronautica Regală Românã

 Serbia
- Srpska avijacija

 Stati Uniti
- American Expeditionary Force

 Russia
- Imperatorskij voenno-vozdušnyj flot

 RSFS Russa
- Raboče-Krest'janskij Krasnyj vozdušnyj flot

 Unione Sovietica
- Voenno-vozdušnye sily

 Venezuela
- Ejército de Venezuela
- Aviación de la Marina Venezolana